# Amel-lu
Amel-lu (en árabe: اثنين أملو‎, en lenguas bereberes: ⵜⵏⵉⵏ ⴰⵎⵍⵍⵓ, en francés: Tnine Amellou) es un municipio marroquí en la región Guelmim-Río Noun. Desde 1934 hasta 1969 perteneció al territorio español de Ifni.